# 1999 VW1
1999 VW1 är en asteroid i huvudbältet som upptäcktes den 4 november 1999 av den japanska astronomen Tetsuo Kagawa vid Gekko-observatoriet.
Asteroiden har en diameter på ungefär 5 kilometer.